# 須世理姬
須勢理姬神（すせりひめ の かみ，須世理姬）乃《先代舊事本紀》之記述，《古事記》裡稱為須勢理毘賣命（すせりひめ の みこと）或須世理毘賣命，乃日本神話中的女神。祂是素戔嗚尊的女兒、大己貴神的正室，別名有由良比女命等。

## 概要

### 古事記之記載
據《古事記》上卷記載，大穴牟遲神投奔到木國大屋毗古神處，追殺而至的八十眾神欲以矢刺之。大屋毗古神勸大穴牟遲神改往根堅州國投靠須佐之男命，與其女須勢理毘賣命一見鍾情，兩人立即完婚。須勢理毘賣命帶大穴牟遲神回家拜見父親，須佐之男命一見之便稱祂「葦原色許男」（あしはらのしこお），並命他睡在蛇室內。須勢理毘賣命交給祂一條振晃三次便可驅蛇的比禮，葦原色許男平安度過一夜。隔天須佐之男命又叫祂睡在充滿蜈蚣及蜜蜂的房間，葦原色許男也靠著比禮安然度過。第三天須佐之男命朝著空曠的草原射出一支箭，命葦原色許男去尋找。想不到祂一進入後，四周旋即起火燃燒。正當手足無措之際，跑來一隻老鼠告訴祂此草原下方是空洞。葦原色許男用力踩踏地面，果然坍塌一個洞，祂便躲進去避火。野火燒燼後，老鼠銜著箭奉上，只是箭羽被啃光了。其妻須世理毘賣持喪具哭著進入草原尋夫，須佐之男命也認為祂必死無疑，想不到葦原色許男竟毫髮無傷地出現，並將箭還給後者。
須佐之男命將葦原色許男帶回家中，要祂幫忙抓頭上的虱子。葦原色許男一看，上面爬滿了蜈蚣。須勢理毘賣拿了樸樹子和紅土給丈夫，葦原色許男馬上明白她的意思，將樸樹子放入嘴裡咬碎，和著紅土跟唾液一塊吐出來。須佐之男命以為祂吐出的是咬碎的蜈蚣，內心對葦原色許男產生憐愛之情，不久便睡著。趁著須佐之男命熟睡，葦原色許男將其頭髮分撮綁在屋內的柱子，並以一塊五百人才搬得動的石頭阻擋門戶，揹起妻子、拿取須佐之男命的生大刀、生弓矢、天詔琴就逃出。不料天詔琴碰到樹發出聲響，驚醒須佐之男命。祂的頭髮被綁在屋內各柱上，動彈不得，而葦原色許男和須勢理毘賣命趁機逃之夭夭。
須佐之男命追逐到黃泉比良坂，遙遙對著大穴牟遲神（葦原色許男、大國主神）大喊：「祢用我的大刀和弓矢，躲在山腳下伏擊祢那些異母兄弟（指那些迫害大國主神的八十眾神）吧！將他們趕到河灘上，你就會成為統治葦原中國的大國主神、成為宇都志國玉神。但祢必須把我的女兒須世理毘賣納為正室，並在宇迦能山腳下建造一座壯麗的宮殿，上面要架起高聳雲霄的交叉長木，祢們就住在那裡吧！祢這個壞小子！」後來大穴牟遲神按其吩咐，成功制服了迫害祂的八十眾神，並建立、統治葦原中國。而八千矛神（大穴牟遲神、大國主神）雖依約迎娶元配八上比賣，然而後者畏懼須世理毘賣的妒火，將生下來的兒子吊在樹枝上即返回因幡。故此子名木俁神，亦名御井神。
接下來八千矛神向高志國的沼河比賣求婚，雙方吟唱詩歌以明愛意。須勢理毘賣命甚爲嫉妬，八千矛神為此而苦惱。某日後者自出雲前往倭國，臨行前一手扶著馬鞍、一腳踏在鞍蹬上，吟唱道：
|  | 奴婆多麻能 久路岐美祁斯遠 麻都夫佐爾 登理與曾比 淤岐都登理 牟那美流登岐 波多多藝母 許禮婆布佐波受 幣都那美 曾邇奴岐宇弖 蘇邇杼理能 阿遠岐美祁斯遠 麻都夫佐邇 登理與曾比 於岐都登理 牟那美流登岐 波多多藝母 許母布佐波受 幣都那美 曾邇奴棄宇弖 夜麻賀多爾 麻岐斯 阿多泥都岐 曾米紀賀斯流邇 斯米許呂母遠 麻都夫佐邇 登理與曾比 淤岐都登理 牟那美流登岐 波多多藝母 許斯與呂志 伊刀古夜能 伊毛能美許等 牟良登理能 和賀牟禮伊那婆 比氣登理能 和賀比氣伊那婆 那迦士登波 那波伊布登母 夜麻登能 比登母登須須岐 宇那加夫斯 那賀那加佐麻久 阿佐阿米能 疑理邇多多牟叙 和加久佐能 都麻能美許登 許登能 加多理碁登母 許遠婆 |

聽到詩歌的須勢理毘賣命捧著酒杯，挨近丈夫身邊吟唱：
|  | 夜知富許能 加微能美許登夜 阿賀淤富久邇奴斯 那許曾波 遠邇伊麻世婆 宇知微流 斯麻能佐岐耶岐 加岐微流 伊蘇能佐岐淤知受 和加久佐能 都麻母多勢良米 阿波母與 賣邇斯阿禮婆 那遠岐弖 遠波那志 那遠岐弖 都麻波那斯 阿夜加岐能 布波夜賀斯多爾 牟斯夫須麻 爾古夜賀斯多爾 多久夫須麻 佐夜具賀斯多爾 阿和由岐能 和加夜流牟泥遠 多久豆怒能 斯路岐多陀牟岐 曾陀多岐 多多岐麻那賀理 麻多麻傳 多麻傳佐斯麻岐 毛毛那賀邇 伊遠斯那世 登與美岐 多弖麻都良世 |

由於《古事記》以上古日語記述，這兩首詩歌翻譯成現代的日語便成為：
|  | ぬばたまの 黒く御衣（みけし）を まつぶさに 取り装（よそ）ひ 沖つ鳥 胸（むな）見る時 はたたぎも これは適（ふさ）さず 辺（へ）つ波 そに脱（ぬ）き棄（う）て そに鳥の 青き御衣を まつぶさに 取り装ひ 沖つ鳥 胸見る時 はたたぎも 此（こ）適はず 辺つ波 そに脱き棄て 山県（やまがた）に 蒔きし あたね舂（つ）き 染木（そめき）が汁に 染（し）め衣を まつぶさに 取り装ひ 沖つ鳥 胸見る時 はたたぎも 此し宜（よろ）し いとこやの 妹（いも）の命（みこと） 群鳥（むらとり）の 我（わ）が群れ往（い）なば 泣かじとは 引け鳥の 我が引け往なば 泣かじとは 汝は言ふとも 山処（やまと）の 一本薄（ひともとすすき） 項傾（うなかぶ）し 汝が泣かさまく 朝雨（あさあめ）の 霧に立たむぞ 若草の 妻の命 事の 語言（かたりごと）も 是（こ）をば |

|  | 八千矛の 神の命や 吾が大国主 汝こそは 男（を）に坐（ま）せば 打ち廻（み）る 島の埼埼（さきざき） かき廻る 磯の埼落ちず 若草の 妻持たせらめ 吾（あ）はもよ 女（め）にしあれば 汝を除（き）て 男は無し 汝を除て 夫は無し 綾垣の ふはやが下に 苧衾（むしぶすま） 柔（にこ）やが下に 栲衾（たくぶすま） さやぐが下に 沫雪（あわゆき）の 若やる胸を 栲綱（たくづの）の 白き腕（ただむき） そだたき たたきまながり 真玉手（またまで） 玉手さし枕（ま）き 股長（ももなが）に 寝（い）をし寝（な）せ 豊御酒（とよみき）奉らせ |

翻譯成中文便是：
|  | 黝黑御裳慎以著，似海鳥狀俯胸前，又如海鳥拍拂袖，甚覺此裳不合吾，便似退潮褪衣裳。翠鳥青衣慎又著，似海鳥般俯胸前，如鳥拍拂御衣袖，亦覺此裳不合吾，復如退潮褪衣裳。蓼藍搗衣慎再著，似海鳥狀俯吾胸，如鳥拍拂吾衣袖，覺此衣裳甚適吾。綺麗吾妻須勢理，若吾如鳥群飛離，率人領眾離汝去，或如隨鳥飛離鳥，隨眾棄汝離此去。假使汝強言非泣，蓋似山腳芒垂泣！汝之嘆息如朝雨，化為霧氣罩四周，嘆息霧氣籠罩矣！可愛吾妻須勢理，以此代言傳於汝。 |

|  | 八千矛之大御神，君為妾之大國主，君既身為御男神，是故巡島之碕碕，故有數妻居各所。然妾乃為卑女神，除君之外另無夫。身居綾垣飄垂下，其下苧衾柔被內，沙沙鳴響栲衾中，我倆互擁為纏眠，君撫卑妾皙酥胸，栲綱白嫩妾玉手，以妾玉手枕以眠，展君雙腿休憩矣！望君盡飲豐御酒！ |

夫婦兩人如此吟唱，並喝下交杯酒以增進彼此的誓約，互搭頸併坐。此四首詩歌謂之「神語」也。

### 出雲國風土記之記載
據《出雲國風土記》「神門郡滑狹鄉」條記載，須佐能袁命之女和加須世理比賣命和所造天下大神命（即大國主神）結婚而通坐，此鄉有一塊表面平滑的磐石，即詔曰:「滑盤石哉！」，故此地地名云「南佐」（日語裡音同「滑」）。

## 解說
神名裡的「須勢理（すせり）」具有「向前進」的意義，亦可解釋成「積極」。所以此女神積極的個性從乃父手裡拯救葦原色許男、對八上比賣及沼河比賣的妒火，有人也將之解釋成該神祇具有偉大的權威。江戶時代國學專家本居宣長則認為，《延喜式》卷八神祇八祝詞六月晦大祓提及的速佐須良比賣（ハヤサスラヒメ）跟此神乃同一神。

## 信仰
在日本一般祭祀大國主神的神社皆一起祭拜須勢理毘賣命，其他的神社計有：
- 國魂神社（福島縣磐城市）
- 由良比女神社（島根縣隱岐郡西之島町）：稱為「由良比女命」。
- 那賣佐神社（島根縣出雲市東神西町）
- 總社宮（岡山縣岡山市）
- 總社（岡山縣總社市）
- 唐王神社（鳥取縣西伯郡大山町）

## 內部連結
- 素戔嗚尊
- 大國主神
- 大國主之神話
- 八上比賣
- 沼河比賣

## 外部連結
- （日語）國魂神社 （页面存档备份，存于）
- （日語）唐王神社公式サイト～マムシ・毒虫よけの守り神